# A Stranger Things epizódjainak listája
A Stranger Things a Duffer testvérek által alkotott televíziós horror és sci-fi sorozat, melyet a Netflixen mutattak be 2016. július 15-én. A sorozat helyszíne egy fiktív amerikai kisváros, az indianai Hawkins, amelynek nyugalmát a 12 éves Will Byers eltűnése zavarja meg, amit további megmagyarázhatatlan események követnek. A fiú megtalálására barátai (Mike, Dustin, Lucas), családja, valamint a helyi rendőrfőnök is önállóan tesznek kísérletet.
2022. július 1.-ig bezárólag a Netflix összesen 34 epizódot tett elérhetővé, amely négy évadot foglal magába. Az ötödik évad fejlesztés alatt áll. A Duffer testvérek elmondása szerint a sorozatot az ötödik évaddal tervezik lezárni, de előkészületek alatt van egy spin off sorozat.

## Évadáttekintés
| Évad | Évad | Epizódok | Epizódok           | Eredeti sugárzás   | Eredeti sugárzás   | Eredeti adó        | Magyar sugárzás    | Magyar sugárzás  | Magyar adó |
| Évad | Évad | Epizódok | Epizódok           | Évadpremier        | Évadfinálé         | Eredeti adó        | Évadpremier        | Évadfinálé       | Magyar adó |
| ---- | ---- | -------- | ------------------ | ------------------ | ------------------ | ------------------ | ------------------ | ---------------- | ---------- |
|      | 1.   | 8        | 8                  | 2016. július 15.   | 2016. július 15.   |                    | 2019. július 26.   | 2019. július 26. |            |
|      | 2.   | 9        | 9                  | 2017. október 27.  | 2017. október 27.  | 2019. július 26.   | 2019. július 26.   |                  |            |
|      | 3.   | 8        | 8                  | 2019. július 4.    | 2019. július 4.    | 2019. július 26.   | 2019. július 26.   |                  |            |
|      | 4.   | 9        | 7                  | 2022. május 27.    | 2022. május 27.    | 2022. május 27.    | 2022. május 27.    |                  |            |
| 2    | 4.   | 9        | 2022. július 1.    | 2022. július 1.    | 2022. július 1.    | 2022. július 1.    |                    |                  |            |
|      | 5.   | 8        | 4                  | 2025. november 26. | 2025. november 26. | 2025. november 27. | 2025. november 27. |                  |            |
| 3    | 5.   | 8        | 2025. december 25. | 2025. december 25. | 2025. december 26. | 2025. december 26. |                    |                  |            |
| 1    | 5.   | 8        | 2025. december 31. | 2025. december 31. | 2026. január 1.    | 2026. január 1.    |                    |                  |            |

## Epizódok

### 1. évad (2016)
| Sor. | Év. | Cím                                                                               | Rendező          | Író                                                   | Premier                           |
| ---- | --- | --------------------------------------------------------------------------------- | ---------------- | ----------------------------------------------------- | --------------------------------- |
| 1.   | 1.  | Első fejezet: Will Byers eltűnése (Chapter One: The Vanishing of Will Byers)      | Duffer testvérek | Duffer testvérek                                      | 2016. július 15. 2019. július 26. |
| 2.   | 2.  | Második fejezet: A Juharfa utcai különc (Chapter Two: The Weirdo on Maple Street) | Duffer testvérek | Duffer testvérek                                      | 2016. július 15. 2019. július 26. |
| 3.   | 3.  | Harmadik fejezet: Ünnepi hangulat (Chapter Three: Holly, Jolly)                   | Shawn Levy       | Jessica Mecklenburg                                   | 2016. július 15. 2019. július 26. |
| 4.   | 4.  | Negyedik fejezet: A test (Chapter Four: The Body)                                 | Shawn Levy       | Justin Doble                                          | 2016. július 15. 2019. július 26. |
| 5.   | 5.  | Ötödik fejezet: A bolha és az akrobata (Chapter Five: The Flea and the Acrobat)   | Duffer testvérek | Alison Tatlock                                        | 2016. július 15. 2019. július 26. |
| 6.   | 6.  | Hatodik fejezet: A szörny (Chapter Six: The Monster)                              | Duffer testvérek | Jessie Nickson-Lopez                                  | 2016. július 15. 2019. július 26. |
| 7.   | 7.  | Hetedik fejezet: A fürdőkád (Chapter Seven: The Bathtub)                          | Duffer testvérek | Justin Doble                                          | 2016. július 15. 2019. július 26. |
| 8.   | 8.  | Nyolcadik fejezet: Fejjel lefelé (Chapter Eight: The Upside Down)                 | Duffer testvérek | Történet: Paul Dichter Forgatókönyv: Duffer testvérek | 2016. július 15. 2019. július 26. |

### 2. évad (2017)
| Sor. | Év. | Cím                                                                                 | Rendező          | Író                  | Premier                            |
| ---- | --- | ----------------------------------------------------------------------------------- | ---------------- | -------------------- | ---------------------------------- |
| 9.   | 1.  | Első fejezet: MADMAX (Chapter One: MADMAX)                                          | Duffer testvérek | Duffer testvérek     | 2017. október 27. 2019. július 26. |
| 10.  | 2.  | Második fejezet: Tréfát vagy édességet, idióta (Chapter Two: Trick or Treat, Freak) | Duffer testvérek | Duffer testvérek     | 2017. október 27. 2019. július 26. |
| 11.  | 3.  | Harmadik fejezet: Az ebihal (Chapter Three: The Pollywog)                           | Shawn Levy       | Justin Doble         | 2017. október 27. 2019. július 26. |
| 12.  | 4.  | Negyedik fejezet: A bölcs Will (Chapter Four: Will the Wise)                        | Shawn Levy       | Paul Dichter         | 2017. október 27. 2019. július 26. |
| 13.  | 5.  | Ötödik fejezet: Dig Dug (Chapter Five: Dig Dug)                                     | Andrew Stanton   | Jessie Nickson-Lopez | 2017. október 27. 2019. július 26. |
| 14.  | 6.  | Hatodik fejezet: A kém (Chapter Six: The Spy)                                       | Andrew Stanton   | Kate Trefry          | 2017. október 27. 2019. július 26. |
| 15.  | 7.  | Hetedik fejezet: Az elveszett nővér (Chapter Seven: The Lost Sister)                | Rebecca Thomas   | Justin Doble         | 2017. október 27. 2019. július 26. |
| 16.  | 8.  | Nyolcadik fejezet: Az agyszívó (Chapter Eight: The Mind Flayer)                     | Duffer testvérek | Duffer testvérek     | 2017. október 27. 2019. július 26. |
| 17.  | 9.  | Kilencedik fejezet: A kapu (Chapter Nine: The Gate)                                 | Duffer testvérek | Duffer testvérek     | 2017. október 27. 2019. július 26. |

### 3. évad (2019)
| Sor. | Év. | Cím                                                                                             | Rendező          | Író              | Premier                          |
| ---- | --- | ----------------------------------------------------------------------------------------------- | ---------------- | ---------------- | -------------------------------- |
| 18.  | 1.  | Első fejezet: Suzie, hallasz? (Chapter One: Suzie, Do You Copy?)                                | Duffer testvérek | Duffer testvérek | 2019. július 4. 2019. július 26. |
| 19.  | 2.  | Második fejezet: A plázapatkányok (Chapter Two: The Mall Rats)                                  | Duffer testvérek | Duffer testvérek | 2019. július 4. 2019. július 26. |
| 20.  | 3.  | Harmadik fejezet: Az eltűnt úszómester esete (Chapter Three: The Case of the Missing Lifeguard) | Shawn Levy       | William Bridges  | 2019. július 4. 2019. július 26. |
| 21.  | 4.  | Negyedik fejezet: A szauna-teszt (Chapter Four: The Sauna Test)                                 | Shawn Levy       | Kate Trefey      | 2019. július 4. 2019. július 26. |
| 22.  | 5.  | Ötödik fejezet: A megnyúzott (Chapter Five: The Flayed)                                         | Uta Briesewitz   | Paul Dichter     | 2019. július 4. 2019. július 26. |
| 23.  | 6.  | Hatodik fejezet: Sokból egy (Chapter Six: E Pluribus Unum)                                      | Uta Briesewitz   | Curtis Gwinn     | 2019. július 4. 2019. július 26. |
| 24.  | 7.  | Hetedik fejezet: A harapás (Chapter Seven: The Bite)                                            | Duffer testvérek | Duffer testvérek | 2019. július 4. 2019. július 26. |
| 25.  | 8.  | Nyolcadik fejezet: A starcourti csata (Chapter Eight: The Battle of Starcourt)                  | Duffer testvérek | Duffer testvérek | 2019. július 4. 2019. július 26. |

### 4. évad (2022)
| #  | Cím                                                                                        | Rendező          | Író                  | Premier                         |
| -- | ------------------------------------------------------------------------------------------ | ---------------- | -------------------- | ------------------------------- |
| 1. | Első fejezet: A Pokol Tüze Klub (Chapter One: The Hellfire Club)                           | Duffer testvérek | Duffer testvérek     | 2022. május 27. 2022. május 27. |
| 2. | Második fejezet: Vecna átka (Chapter Two: Vecna's Curse)                                   | Duffer testvérek | Duffer testvérek     | 2022. május 27. 2022. május 27. |
| 3. | Harmadik fejezet: A szörny és a szuperhős (Chapter Three: The Monster and the Superhero)   | Shawn Levy       | Caitlin Schneiderhan | 2022. május 27. 2022. május 27. |
| 4. | Negyedik fejezet: Drága Billy! (Chapter Four: Dear Billy)                                  | Shawn Levy       | Paul Dichter         | 2022. május 27. 2022. május 27. |
| 5. | Ötödik fejezet: A Nina-projekt (Chapter Five: The Nina Project)                            | Antal Nimród     | Kate Trefry          | 2022. május 27. 2022. május 27. |
| 6. | Hatodik fejezet: A merülés (Chapter Six: The Dive)                                         | Antal Nimród     | Curtis Gwinn         | 2022. május 27. 2022. május 27. |
| 7. | Hetedik fejezet: Mészárlás a Hawkins Laborban (Chapter Seven: The Massacre at Hawkins Lab) | Duffer testvérek | Duffer testvérek     | 2022. május 27. 2022. május 27. |
| 8. | Nyolcadik fejezet: Papa (Chapter Eight: Papa)                                              | Duffer testvérek | Duffer testvérek     | 2022. július 1. 2022. július 1. |
| 9. | Kilencedik fejezet: Az elrejtőzés (Chapter Nine: The Piggyback)                            | Duffer testvérek | Duffer testvérek     | 2022. július 1. 2022. július 1. |

### 5. évad (2025)
| Sor. | Év. | Cím                                                                        | Rendező          | Író                  | Premier                               |
| ---- | --- | -------------------------------------------------------------------------- | ---------------- | -------------------- | ------------------------------------- |
| 35.  | 1.  | Első fejezet: Mentőakció (Chapter One: The Crawl)                          | Duffer testvérek | Duffer testvérek     | 2025. november 26. 2025. november 27. |
| 36.  | 2.  | Második fejezet: ... eltűnése (Chapter Two: The Vanishing of ...)          | Duffer testvérek | Duffer testvérek     | 2025. november 26. 2025. november 27. |
| 37.  | 3.  | Harmadik fejezet: A Turnbow-csapda (Chapter Three: The Turnbow Trap)       | Frank Darabont   | Caitlin Schneiderhan | 2025. november 26. 2025. november 27. |
| 38.  | 4.  | Negyedik fejezet: Varázsló (Chapter Four: Sorcerer)                        | Duffer testvérek | Paul Dichter         | 2025. november 26. 2025. november 27. |
| 39.  | 5.  | Ötödik fejezet: A sokkoló (Chapter Five: Shock Jock)                       | Frank Darabont   | Curtis Gwinn         | 2025. december 25. 2025. december 26. |
| 40.  | 6.  | Hatodik fejezet: Menekülés Camazotzból (Chapter Six: Escape from Camazotz) | Shawn Levy       | Kate Trefry          | 2025. december 25. 2025. december 26. |
| 41.  | 7.  | Hetedik fejezet: A híd (Chapter Seven: The Bridge)                         | Dan Trachtenberg | Duffer testvérek     | 2025. december 25. 2025. december 26. |
| 42.  | 8.  | Nyolcadik fejezet: Visszafordított világ (Chapter Eight: The Rightside Up) | Duffer testvérek | Duffer testvérek     | 2025. december 31. 2026. január 1.    |

## Fordítás
- Ez a szócikk részben vagy egészben  a   Stranger Things című angol Wikipédia-szócikk Episodes című fejezetének fordításán alapul.  Az eredeti cikk szerkesztőit annak laptörténete sorolja fel. Ez a jelzés csupán a megfogalmazás eredetét és a szerzői jogokat jelzi, nem szolgál a cikkben szereplő információk forrásmegjelöléseként.